# Asientos, Aguascalientes
Asientos là một hạt ở bang Aguascalientes của México. Tọa độ địa lý là 22°14′B 102°05′T / 22,233°B 102,083°T.
Trung tâm hành chính của hạt này là đô thị cùng tên. Dân số theo điều tra năm 2000 là 37.763 người.